# Noah Nene
Pour les articles homonymes, voir Nene.
Pas d'image ? Cliquez ici

a Compétitions nationales et continentales officielles uniquement.

b Matchs officiels uniquement.
Dernière mise à jour le 24 mai 2025.
Noah Nene, né le 14 octobre 2004 à Cachan, est un joueur français de rugby à XV évoluant au poste de centre.

## Biographie
Noah Nene naît le 14 octobre 2004 à Cachan.
Pratiquant tout d'abord le football au poste de défenseur, il se tourne par la suite vers le rugby à XV au sein du Rugby Club Val de Bièvre, club francilien du Val de Bièvre basé à Villejuif.
En 2022, il rejoint le centre de formation d'un des clubs professionnels franciliens, le Stade français Paris,. Dès sa première saison, ses qualités ballons en main lui permettent de se démarquer : il est surclassé et appelé à participer au Supersevens, championnat de rugby à sept entre les équipes du Top 14, disputant les trois étapes estivales de l'édition 2022 du Supersevens, à Perpignan, La Rochelle et Pau. Aux portes de l'équipe de France des moins de 18 ans, sa saison 2022-2023 est néanmoins marquée par une blessure l'éloignant du terrain.
Durant la saison 2023-2024 où il est l'un des cadres de l'équipe espoir, il s'entraîne avec l'équipe senior professionnelle puis y joue ses premiers matchs : en fin d'année, il prend part au déplacement au RC Toulon en Top 14. Deux semaines plus tard, alors que le Stade français est quasiment éliminé de la Champions Cup, les entraîneurs du club parisien choisissent de donner du temps de jeu à des jeunes joueurs « à haut potentiel » : Nene est ainsi titularisé pour le déplacement au Leinster,. Il est par la suite appelé dans le groupe de l'équipe de France des moins de 20 ans en vue du Tournoi des Six Nations 2024 ; il porte le maillot national contre l'Irlande.
En vue de la saison 2024-2025, il est prêté à l'Union sportive dacquoise afin d'acquérir du temps de jeu en Pro D2, par l'intermédiaire des relations entre les entraîneurs parisien et dacquois Laurent Labit et Jean-Frédéric Dubois, et de son agent Antoine Ratinaud, ancien joueur du RC Massy auparavant entraîné par le second ; Nene intègre rapidement le groupe professionnel dacquois, et s'impose rapidement comme l'une des révélations de l'équipe et du championnat. Début janvier 2025, il est appelé dans le groupe de 42 joueurs de l'équipe de France constitué par le sélectionneur Fabien Galthié pour préparer le Tournoi des Six Nations 2025 ; il figure comme la plus grande surprise de la liste en tant qu'unique joueur provenant d'un club de deuxième division. Une blessure à l'épaule lors d'un match de février met fin à sa saison sous le maillot dacquois ; il manque également l'opportunité d'être retenu pour jouer une rencontre du Tournoi des Six Nations malgré sa pré-sélection.